# Wironas
Wironas (gr. Βύρωνας) – miasto w Grecji, w administracji zdecentralizowanej Attyka, w regionie Attyka, w jednostce regionalnej Ateny-Sektor Centralny. Siedziba i jedyna miejscowość gminy Wironas. W 2011 roku liczyło 61 308 mieszkańców. Położone w granicach Wielkich Aten.
Wironas zostało nazwane od imienia angielskiego poety George'a Gordona Byrona, który oprócz zasług na polu literatury wsławił się udziałem w walce o niepodległość Grecji, stając się jej bohaterem narodowym. Grecy nazywali Byrona właśnie "Βύρωνας" – w dawnej wymowie brzmiało to jako "Byronas", współcześnie wymawia się przez "W". W pobliżu miasta przebiega droga szybkiego ruchu nr 6, co daje dobre połączenia z okolicznymi miejscowościami. Do roku 1930 większość powierzchni miasta zajmowały farmy oraz pastwiska. Wkrótce po roku 1930 nastąpiła szybka urbanizacja miasta. Obecnie część miasta zajmuje dzielnica biznesowa. W mieście znajdują się m.in. szkoły, gimnazja, licea, banki oraz główny plac miasta.

## Zmiana populacji miasta[potrzebnyprzypis]
| Rok  | Populacja | Zmiana       | Gęstość    |
| ---- | --------- | ------------ | ---------- |
| 1981 | 57 880    | –            | 6288,6/km² |
| 1991 | 58 523    | +643/+1,11%  | 6358,4/km² |
| 2001 | 61 102    | +2579/+4,41% | 6638,6/km² |